# Square Up
Square Up (стилиризуется как SQUARE UP) — первый мини-альбом южнокорейской гёрл-группы BLACKPINK. Выпущен 15 июня 2018 года лейблом YG Entertainment. 
Альбом доступен в двух версиях «BLACK» и «PINK». Содержит четыре трека, с ведущим синглом «Ddu-Du Ddu-Du».
После своего релиза Square Up дебютировала на вершине чарта Gaon Albums и продал почти 179 000 копий в первые пятнадцать дней после релиза в Южной Корее. Альбом также дебютировал под номером 40 на американском Billboard 200, став самым продаваемым альбомом BLACKPINK на западном рынке, а также самым высоким чартом на сегодняшний день для женской K-pop группы.

## Предпосылки и релиз
24 апреля 2018 года основатель YG Entertainment Ян Хен Сок сообщил о возвращении группы через SNS, заявив, что к концу этого года Black Pink вернутся с новым материалом. 17 мая он сообщил, что группа вернётся в июне. 25 мая он подтвердил дату 15 июня, что почти через год после последнего сингла группы «As If It's Your Last» 22 июня 2017 года, и рассказал, что альбом будет мини-альбомом.
1 июня был опубликован движущийся постер альбома, а 5 июня полный трек-лист. и отдельные движущиеся постеры участниц одновременно, в постерах играли звуки «Ddu-Du Ddu-Du» и «Forever Young».
Впоследствии, с 12 по 14 июня, были выпущены тизерные постеры и детали альбома
.
14 июня был выпущен тизер на официальном канале Black Pink на YouTube и на V Live. 15 июня вышел альбом и видеоклип на песню «Ddu-Du Ddu-Du».

## Промоушен

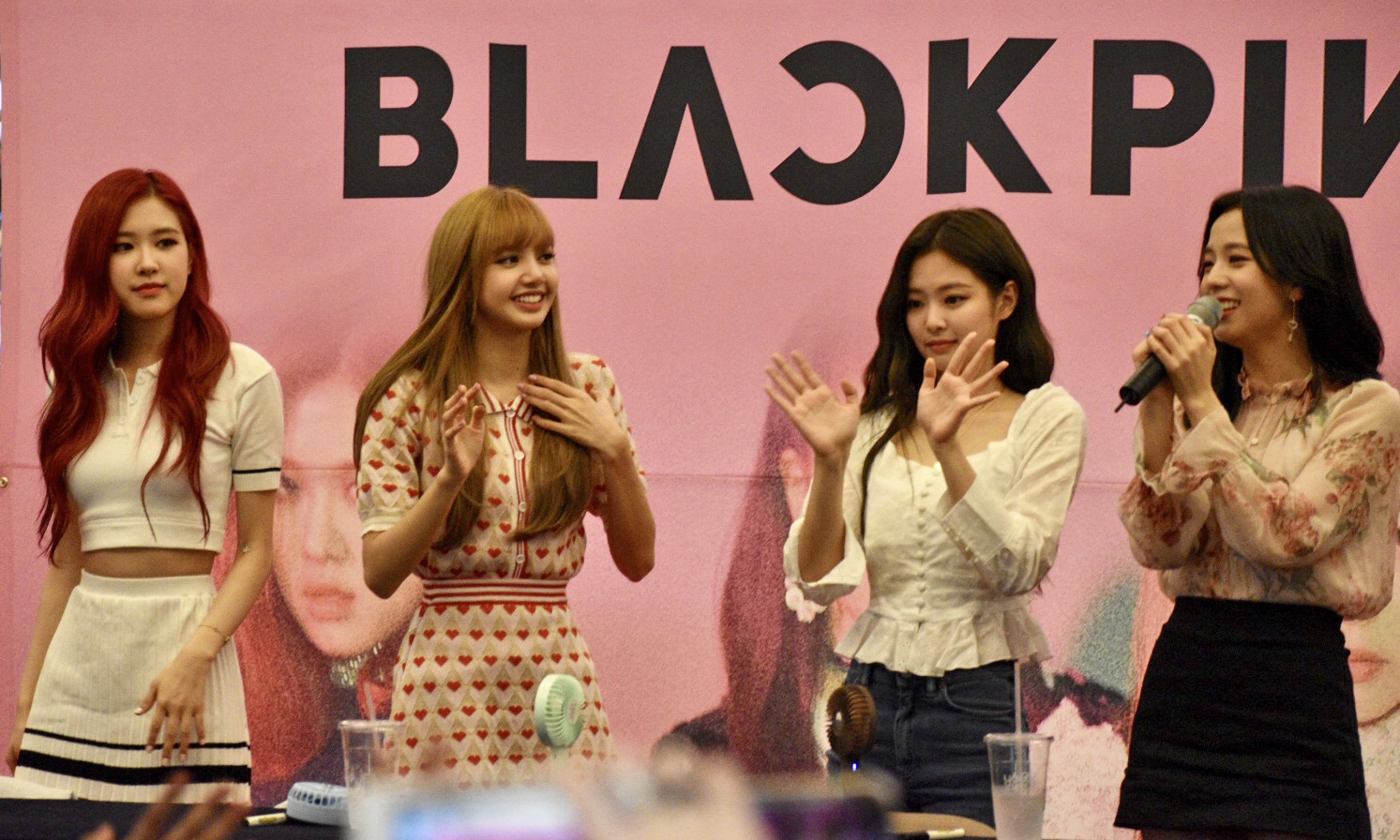
BLACKPINK на ивенте в честь продвижения альбома SQUARE UP, 24 июня 2018 года

Во второй половине дня 15 июня BLACKPINK провели пресс-конференцию по выпуску Square Up в M-CUBE, Sinsa Dong, Сеул.
В тот же день, за час до выхода мини-альбома, на сайте V LIVE Naver был показан специальный репортаж обратного отсчёта с участием BLACKPINK, обсуждающего новую музыку. Он собрал более 850 000 зрителей..
16 июня, «Blackpink Area», магазин Square Up был открыт для поклонников в том же месте, где был снят Blackpink House, в течение 9 дней. 
23 июня группа появилась в качестве гостей в шоу Idol Room JTBC для продвижения альбома.
BLACKPINK провели своё выступление на шоу Music Core 16 июня на Inkigayo 17 июня с участием выступлений как ведущего сингла «DDU-DU DDU-DU», так и второго сингла «Forever Young», а также дальнейшего продвижения на различных музыкальных программах в Корее. 15 июля, группа закончила продвижение для «DDU-DU DDU-DU» и начали продвигать «Forever Young» как второй сингл из альбома, и завершила свою семинедельный промоушен 5 августа после выступления на Inkigayo.
17 августа было объявлено, что «Blackpink Area», ещё один магазин в Bok Gallery, Takeshita Street в Харадзюку, Япония, будет открыт с 22-26 августа.

## Коммерческий успех
Мини-альбом дебютировал на вершине японского еженедельного цифрового чарта Oricon с 3,915 загрузками. Первый сингл «Ddu-Du Ddu-Du» дебютировал как самый успешный хит женской k pop группы, открывая под номером 55 с 12,4 млн американских потоков и 7000 загрузок, проданных за неделю, завершившуюся 21 июня, 2018, по данным компании Nielsen музыки, а также выхода на американский стриминговый песни под номером 39, где BLACKPINK стали первой к-поп группой. Сингл также был на вершине Billboard World Digital Songs, что делает его четвёртой песней номер один в чарте. Square Up также принёс группе их первую запись на американском 'Billboard 200, дебютировав под номером 40 с 14 000 единиц, эквивалентных альбому. Мини-альбом также возглавил чарты Billboard World Albums'.
В Южной Корее мини-альбом дебютировал на первом месте в чарте Gaon Albums. В то время как «DDU-DU DDU-DU» дебютировал под номером 3 на цифровой диаграмме Gaon и под номером один на диаграмме загрузки Gaon в выпуске диаграммы от 10-16 июня 2018 года с 31,072,049 цифровыми точками. В его второй недели, «DDU-DU DDU-DU» достиг номера один в цифровых загрузках, потоковой передачи на Gaon с цифровой 85,411,467 очков.

## Трек-лист
| №                   | Название                   | Текст песни         | Музыка                    | Продюсеры                       | Длительность |
| ------------------- | -------------------------- | ------------------- | ------------------------- | ------------------------------- | ------------ |
| 1.                  | «Ddu-Du Ddu-Du» (뚜두뚜두) | Teddy               | Teddy 24 R.Tee Bekuh Boom | Teddy 24 R.Tee                  | 3:29         |
| 2.                  | «Forever Young»            | Teddy               | Teddy Future Bounce       | Teddy Jisoo Future Bounce R.Tee | 3:57         |
| 3.                  | «Really»                   | Teddy Danny Chung   | Teddy Choice37            | Choice37                        | 3:17         |
| 4.                  | «See U Later»              | Teddy               | Teddy R.Tee 24            | R.Tee 24                        | 3:18         |
| Общая длительность: | Общая длительность:        | Общая длительность: | Общая длительность:       | Общая длительность:             | 14:03        |

| №                   | Название                            | Текст песни               | Музыка                         | Arrangement         | Длительность |
| ------------------- | ----------------------------------- | ------------------------- | ------------------------------ | ------------------- | ------------ |
| 5.                  | «As If It's Your Last» (마지막처럼) | Teddy Brother Su CHOICE37 | Teddy Future Bounce Lydia Paek | Teddy Future Bounce | 3:33         |
| Общая длительность: | Общая длительность:                 | Общая длительность:       | Общая длительность:            | Общая длительность: | 17:36        |

## Чарты

### Еженедельный чарт
| Чарт (2018)                         | Позиции в чартах |
| ----------------------------------- | ---------------- |
| Australia (ARIA)                    | 61               |
| Австрия (Ö3 Austria)                | 26               |
| Канада (Canadian Albums Chart)      | 21               |
| French Albums (SNEP)                | 125              |
| Венгрия (MAHASZ)                    | 28               |
| Japanese Albums (Oricon)            | 11               |
| Japan Hot Albums (Billboard)        | 8                |
| Japan (Oricon Digital Albums Chart) | 1                |
| South Korean Albums (Gaon)          | 1                |
| Швейцария (Schweizer Hitparade)     | 24               |
| США (Billboard 200)                 | 40               |
| США (Billboard Digital Albums)      | 7                |
| США (Billboard Independent Albums)  | 4                |
| США (Billboard World Albums)        | 1                |

### Годовой итоговый чарт
| Черты (2018)                | Позиция |
| --------------------------- | ------- |
| South Korean Albums (Gaon)  | 21      |
| US World Albums (Billboard) | 12      |

## Сертификация
| Регион                                                       | Сертификация | Продажи  |
| ------------------------------------------------------------ | ------------ | -------- |
| Республика Корея (KMCA)                                      | Платиновый   | 250 000^ |
| * Данные о продажах приведены только на основе сертификации. |              |          |

## Награды и номинации
| Год  | Премия                  | Категория   | Результат | Ссылка |
| ---- | ----------------------- | ----------- | --------- | ------ |
| 2018 | 10-я Melon Music Awards | Альбом года | Номинация | [ 42 ] |